# Paradictyna rufoflava
Paradictyna rufoflava là một loài nhện trong họ Dictynidae.